# اوانسویل (ویسکانسین)
اوانسویل، ویسکانسین  (به انگلیسی: Evansville) شهری در شهرستان راک ایالت ویسکانسین است که در سال ۱۸۹۶ بنیان‌گذاری شده‌است. این شهر طبق سرشماری سال ۲۰۱۰ میلادی ۵٬۰۱۲ نفر جمعیت داشته‌است.